# Wasilij Wolski
Wasilij Timofiejewicz Wolski (ros. Василий Тимофеевич Вольский, ur. 10 marca?/22 marca 1897 w Moskwie, zm. 22 lutego 1946 tamże) – radziecki generał pułkownik wojsk pancernych.

## Życiorys
W 1916 został powołany do rosyjskiej armii, jako szeregowiec brał udział w I wojnie światowej, po rewolucji pracował w rejonowym komisariacie wojskowym i nadzwyczajnej komisji w Moskwie. W 1918 został członkiem RKP(b), od 1919 służył w Armii Czerwonej, uczestniczył w wojnie domowej w Rosji - walkach z armią Denikina, Kołczaka i dywizją atamana Annienkowa, po wojnie dowodził szwadronem, później pułkiem kawalerii i pułkiem zmechanizowanym. Pracował w Zarządzie Mechanizacji i Motoryzacji Armii Czerwonej, później dowodził brygadą, w 1926 ukończył Akademię Wojskową im. Frunzego, w 1929 kursy doskonalenia wyższej kadry dowódczej, a w 1930 kursy wojsk pancernych. Od lutego do maja 1932 pracował w wojskowym przedstawicielstwie ZSRR w Anglii, od listopada 1935 do stycznia 1936 kierował wydziałem inżynieryjnym Przedstawicielstwa Handlowego ZSRR w Mediolanie, a 1938-1939 był attaché wojskowym ZSRR we Włoszech. W maju 1939 został pomocnikiem naczelnika Wojskowej Akademii Mechanizacji i Motoryzacji Armii Czerwonej, po ataku Niemiec na ZSRR objął dowództwo wojsk pancernych i zmechanizowanych 21 Armii i potem został pomocnikiem dowódcy Frontu Południowo-Zachodniego ds. wojsk pancernych i zmechanizowanych, w 1942 był zastępcą generalnego inspektora Głównego Zarządu Wojsk Pancernych i Zmechanizowanych i od kwietnia do października 1942 zastępcą dowódcy Frontu Krymskiego i Północnokaukaskiego ds. wojsk pancernych. W bitwie pod Stalingradem dowodził 4/3 Korpusem Zmechanizowanym, od czerwca 1943 do sierpnia 1944 był zastępcą dowódcy Wojsk Pancernych i Zmechanizowanych Armii Czerwonej, a od sierpnia 1944 do marca 1945 dowódcą 5 Armii Pancernej, 26 października 1944 otrzymał stopień generała pułkownika wojsk pancernych. Brał udział w walkach w krajach bałtyckich i w operacji wschodniopruskiej. Został pochowany na Cmentarzu Nowodziewiczym.

## Odznaczenia
- Order Lenina (dwukrotnie)
- Order Czerwonego Sztandaru (dwukrotnie)
- Order Suworowa I klasy
- Order Suworowa II klasy

I medale.